# Sand Fork
Sand Fork és una població dels Estats Units a l'estat de Virgínia de l'Oest. Segons el cens del 2000 tenia 176 habitants.

## Demografia
Segons el cens del 2000, Sand Fork tenia 176 habitants, 68 habitatges, i 51 famílies. La densitat de població era de 194,2 habitants per km².
Dels 68 habitatges en un 32,4% hi vivien nens de menys de 18 anys, en un 60,3% hi vivien parelles casades, en un 10,3% dones solteres, i en un 25% no eren unitats familiars. En el 23,5% dels habitatges hi vivien persones soles el 19,1% de les quals corresponia a persones de 65 anys o més que vivien soles. El nombre mitjà de persones vivint en cada habitatge era de 2,59 i el nombre mitjà de persones que vivien en cada família era de 2,96.
Per edats la població es repartia de la següent manera: un 23,9% tenia menys de 18 anys, un 8% entre 18 i 24, un 25,6% entre 25 i 44, un 26,1% de 45 a 60 i un 16,5% 65 anys o més.
L'edat mediana era de 39 anys. Per cada 100 dones de 18 o més anys hi havia 91,4 homes.
La renda mediana per habitatge era de 30.179 $ i la renda mediana per família de 33.750 $. Els homes tenien una renda mediana de 23.750 $ mentre que les dones 24.167 $. La renda per capita de la població era de 14.223 $. Entorn del 17,2% de les famílies i el 21,2% de la població estaven per davall del llindar de pobresa.

## Poblacions més properes
El següent diagrama mostra les poblacions més properes.